# Powrót Martina Guerre
Powrót Martina Guerre (fr. Le retour de Martin Guerre) – francuski dramat historyczny z 1982 roku na podstawie autentycznej historii, którą badała Natalie Zemon Davis. W 1993 powstał amerykański remake filmu pt. Sommersby z Richardem Gere’em i Jodie Foster w rolach głównych.

## Fabuła
XV-wieczna Francja. Trwa wojna stuletnia. Martin Guerre wyrusza na wojnę i po wielu latach zapomniano o nim. Kiedy wraca do rodzinnej wioski – jest odmieniony. Coraz więcej osób podejrzewa, że to oszust podszywający się za Martina Guerre. Jego żona nie ma wątpliwości. Czuje się przy nim spełniona i manifestuje swoje szczęście.

## Główne role
- Gérard Depardieu – Arnaud de Tihl
- Nathalie Baye – Bertrande de Rols
- Maurice Barrier – wuj Pierre Guerre
- Bernard-Pierre Donnadieu – Martin Guerre
- Isabelle Sadoyan – Catherine Boëre
- Rose Thiéry – Raimonde de Rols
- Chantal Deruaz – Jeanne
- Maurice Jacquemont – sędzia Rieux

## Nagrody i nominacje
Oscary za rok 1983
- Najlepsze kostiumy – Anne-Marie Marchand (nominacja)